# 2325 Cernîh
2325 Cernîh (desemnare internațională (2325) Chernykh) este un asteroid din centura principală. A fost descoperit de astronomul ceh Antonín Mrkos la observatorul Kleť, la 25 septembrie 1979.

## Caracteristici
Asteroidul prezintă  o orbită caracterizată de o semiaxă majoră de 3,1440873 UA și de o excentricitate de 0,1697846, înclinată cu 1,91497° față de ecliptică. Perioada orbitală este de 2 036,58 zile (5,58 ani).
Cernîh are o viteză orbitală medie de 16,79665211 km/s.
A fost denumit astfel pentru omagierea astronomilor ruși, soți și colegi, Liudmila Ivanovna Cernîh și Nikolai Stepanovici Cernîh (1931-2004).